# Neuseeländisches Hoheitsgebiet

Flagge Neuseelands

Das neuseeländische Hoheitsgebiet (englisch: Realm of New Zealand) stellt die souveräne Region des Königreichs Neuseeland dar, bei dem neuseeländische Monarchen durch das Letters Patent Constituting the Office of Governor-General of New Zealand als Staatsoberhäupter an der Spitze stehen.
Das Hoheitsgebiet umfasst Neuseeland, die selbst verwalteten Staaten Cookinseln und Niue, die Inseln Tokelaus und das antarktische Ross-Nebengebiet. Es ist jedoch keine Föderation, sondern eine Kollektion mehrerer Staaten und Territorien, die durch den Monarchen/die Monarchin (derzeit: Charles III.) miteinander vereint sind.

## Geschichte und formaler Status
Der britische König Georg V. gab die Letters Patent Constituting the Office of Governor-General of New Zealand am 11. Mai 1917 in Auftrag. Durch sie erhielt das Königreich Neuseeland einen Generalgouverneur, der den Monarchen offiziell vertritt und repräsentiert. Die Generalgouverneure nehmen jeweils auch das Amt des neuseeländischen Oberbefehlshabers wahr. Sie befehligen die drei militärischen Sektoren (königliche Marine, königliche Armee und die königliche Luftwaffe Neuseelands), die das Hoheitsgebiet verteidigen sollen. Somit ist das heutige neuseeländische Militär für das gesamte Hoheitsgebiet zuständig.
Die Letters Patent verzeichneten unter anderem auch, dass das Hoheitsgebiet aus den selbstverwalteten Staaten der Cookinseln und Niue, den Inseln Tokelaus und dem antarktischen Ross-Nebengebiet besteht. Deren Staatsangehörige, die vor 2006 geboren wurden, sind somit britische Untertanen und neuseeländische Staatsbürger. Gleichzeitig besitzen sie die Nationalität ihres Geburtslandes.

## Gebiete

### Die Cookinseln

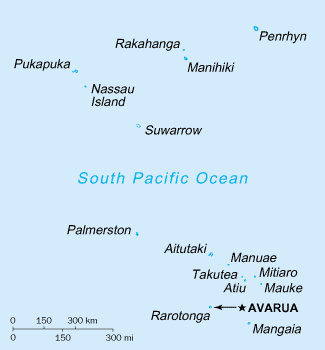
Die Cookinseln

Die Cookinseln sind 15 Hauptinseln in freier Assoziierung mit Neuseeland, die insgesamt 240 km² Land- und 1,8 Mio. km² Seegebiet umfassen. Zusammen bilden sie den selbstverwalteten Staat Cookinseln, der seit 1888 zu Großbritannien zuzuordnen ist. Zu diesen Inseln gehören aber auch alle kleineren Inseln, die im Umkreis von 10 Meilen vor der Küste der 15 Hauptinseln liegen.
Am 13. Mai 1901 gab König Georg V. durch die Cook, etc, Islands Boundaries and Inclusion in New Zealand Proclamation 1901 den Befehl, die territoriale Außengrenze seines Reiches so zu erweitert, dass das Gebiet seiner Kolonie Neuseeland die Cookinseln beinhalten würde. Er übergab damit der neuseeländische Kolonie die territoriale Verwaltung der Cookinseln und allen anderen Gebieten, die durch dieses Gesetz zur neuseeländischen Kolonie gehörten.
Nachdem die neuseeländische Kolonie am 26. September 1907 durch das Dominion of New Zealand und später den Realm of New Zealand abgelöst wurde, entschied sich der neuseeländische Staat dazu, den Cookinseln die Unabhängigkeit anzubieten. Der Cookinselstaat ist daher seit dem 4. August 1965 durch den Cook Islands Constitution Act 1964 (Cookinseln-Verfassung) weitgehend von Neuseeland unabhängig und besitzt ein eigenes Parlament, welches das Recht hat, eigene Gesetze innerhalb des definierten Cookinselgebietes zu beschließen. Das Land verfügt ebenfalls über eine eigene Gerichtsbarkeit, welche seinen Bürgern, unter gewissen Umständen, auch die Möglichkeit gibt, den Supreme Court of New Zealand anzurufen.
Das Gebiet ist bis dato ein Teil des neuseeländischen Hoheitsgebietes. Das Königreich Neuseeland übernimmt die Außenbeziehungen wie auch die Verteidigung des gesamten Hoheitsgebietes, zu dem die Cookinseln gehören. Die Verfassung besagt unter anderem auch, dass alle Cookinselbürger weiterhin neuseeländische Staatsbürger und britische Untertanen sind, jedoch eine Cookinselnationalität haben, welche nur ihnen vorbehalten ist.

### Niue

Lage der Insel Niue

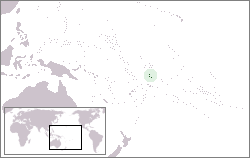
Lage Tokelaus

Niue ist ein selbstverwalteter Staat in freier Assoziierung mit Neuseeland, sowie auch ein Teil des neuseeländischen Hoheitsgebietes, das 261 km² Land umfasst. Die Inselnation erhielt durch den Niue Constitution Act 1974 eine eigene Verfassung, durch die ihr die eigene Verwaltung und Regierung ermöglicht wird.
Die Verfassung legt unter anderem fest, dass es die Aufgabe des Königreiches Neuseeland ist, nicht nur für militärischen Schutz und Außenbeziehungen zu sorgen, sondern auch, wenn nötig, wirtschaftliche Hilfe zu leisten.
Die niueanische Verfassung erlaubt in einigen Fällen, dass neuseeländische Behörden und Gerichte Hilfe leisten oder eingreifen können.
Ein weiterer Aspekt der Verfassung ist, wie in allen anderen Teilen des Hoheitsgebietes, dass die niueanischen Bürger automatisch neuseeländische Staatsbürger und britische Untertanen sind, jedoch eine Niuenationalität haben, welche nur ihnen vorbehalten ist.

### Tokelau
Die drei Atolle, die zu Tokelau gehören, liegen zwischen Samoa und dem Äquator und sind äußerst schwer zu erreichen, da es keinen Hafen gibt. Seit mehreren Jahren gibt es Verhandlungen zur Entlassung Tokelaus aus dem Kolonialstatus, die auch von den Vereinten Nationen vorangetrieben werden. Allerdings steht diesen Bestrebungen die finanzielle Abhängigkeit Tokelaus von Neuseeland entgegen.

### Antarktische Ross Dependency

Rot eingefärbt: Das Ross Dependency

Die Ross Dependency ist ein Gebiet in der Antarktis, welches von der britischen Regierung durch den British Settlement Act 1887 beansprucht wurde. Es umfasst das gesamte Land und Seegebiet unterhalb des 60° Süd, zwischen dem 160° Ost und dem 150° West. 1923 beschloss König George V., das Areal dem neuseeländischen Hoheitsgebiet zuzuordnen und dem Königreich Neuseeland die Administration der Ross Dependency zu überlassen. Das neuseeländische Parlament ist demzufolge für die Gesetzgebung verantwortlich, auch wenn Russland und die Vereinigten Staaten den britisch-neuseeländischen Anspruch auf das Gebiet nicht anerkennen. Die Gebietsansprüche dieser Staaten sind bis heute nicht vollständig geklärt.